# Kateryna Palecha
Kateryna Palecha (20 september 1980) is een Oekraïens boogschutter.
Palecha schiet met een recurveboog. Vanaf ca. 2001 doet ze mee aan internationale wedstrijden. In 2002 stond ze derde op de FITA-wereldranglijst. Ze deed mee aan de Olympische Spelen (2004), en behaalde met het nationaal team de 6e plaats. Individueel kwam ze niet verder dan de 33e plaats. Op het EK indoor 2006 werd ze individueel 4e en met haar team 2e. Op het EK indoor in Turijn (2008) werd ze in de kwartfinale uitgeschakeld door de Italiaanse Elena Tonetta. Met haar team (met Tetjana Dorochova en Joelia Lobzjenidze) won ze opnieuw de zilveren medaille.

## Resultaten
2001
 WK Target, Peking
2004
 Europees Grand Prix, Antalya
2005
 WK outdoor (team)
2006
4e EK indoor (individueel)
 EK indoor (team)
2008
 EK indoor (team)